# Maria Innocentia Hummel

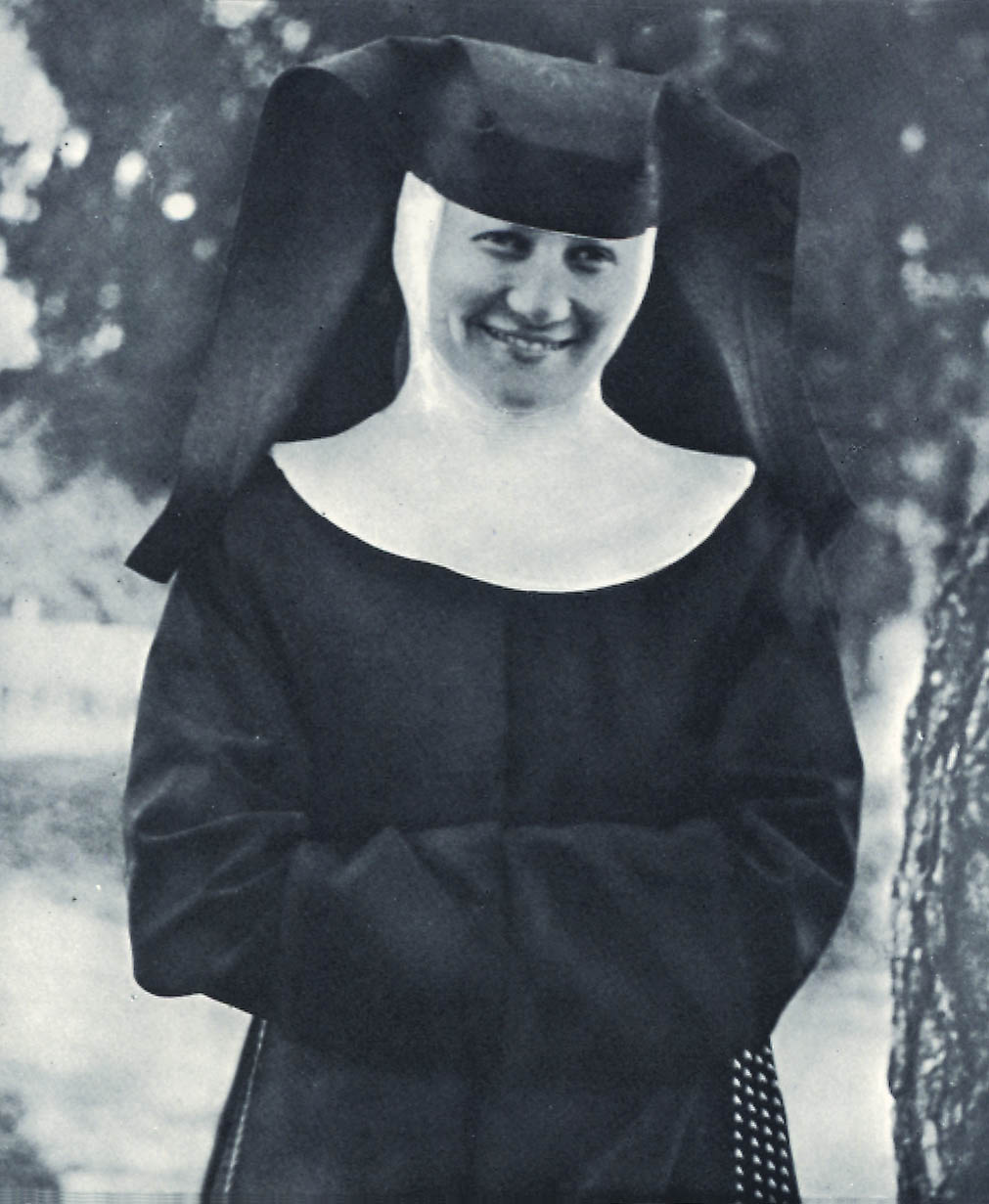
Schwester Maria Innocentia Hummel

Maria Innocentia Hummel OSF (* 21. Mai 1909 in Massing, Niederbayern, als Berta Hummel; † 6. November 1946 in Kloster Sießen) war eine deutsche Franziskanerin, Zeichnerin und Malerin. Weltweit berühmt wurde sie durch ihre Kinderbilder und die nach ihren Entwürfen gefertigten Hummel-Figuren aus Keramik.

## Leben und Werk
Berta Hummel wuchs als drittes von sieben Kindern eines Kaufmanns in Massing an der Rott auf. Sie besuchte von 1915 bis 1921 die Massinger Volksschule. 1921 bis 1926 besuchte sie die katholische höhere Mädchenschule „Marienhöhe“ der Englischen Fräulein in Simbach am Inn, wo sie intensiven Kunstunterricht erhielt. Ihr vierjähriges Studium an der Akademie für Angewandte Kunst München schloss sie 1931 als Klassenbeste mit der Lehramtsprüfung für Zeichenlehrerinnen ab. In der Studienzeit entstanden Porträts, Karikaturen, Stadtansichten, Blumenwelten, Stillleben und Selbstporträts in expressionistischem Stil.
Durch das Traktat Das kleine Geheimnis von P. Cassian Karg vertiefte sich Hummels geistliche Praxis sehr. Sie praktizierte diese kontemplative Gebetsform für den Alltag, eine deutsche Variante des Herzensgebets, so dass sie dadurch zu ihrer Ordensberufung fand.
Nach ihrem Studium trat sie 1931 zunächst als Kandidatin in das Kloster der Franziskanerinnen von Sießen in Oberschwaben ein, das sie durch zwei mit ihr in München studierende Franziskanerinnen kennengelernt hatte. Mit der Einkleidung nahm sie am 22. August 1933 den Ordensnamen Maria Innocentia an; am 30. August 1934 legte sie die Profess ab. Ab 1931 arbeitete sie als Zeichenlehrerin in einer vom Kloster betreuten katholischen Schule im nahen Saulgau; ab 1931 war sie auch künstlerische Leiterin der klostereigenen Paramentenherstellung.

### Künstlerisches Schaffen

Typische Zeichnung Hummels

Neben ihren beruflichen Pflichten fand Hummel weiterhin Zeit, ihr zeitlebens bevorzugtes Motiv in Zeichnungen festzuhalten: Kinder beim Spielen und in anderen liebevoll dargestellten, oft humorvollen Alltagssituationen. Erste Ausstellungen und erste Buchveröffentlichungen in katholischen Verlagen waren sehr erfolgreich. 
Neben den Kinderbildern schuf Hummel auch christliche Ikonographie in allen Formaten, darunter ein Altarblatt in Massing, eine Pietà in Tuttlingen, ein Bild des hl. Konrad von Parzham in der Stadtpfarrkirche Mariä Himmelfahrt in Bad Kötzting sowie Altarbilder in Tuttlingen und Rathsmannsdorf. Auch Landschaftsmalereien und ein unvollendeter, expressionistischer Kreuzweg im Kloster Sießen sind erhalten.

### Kritik
Hummels künstlerische Karriere fiel in die Zeit des Nationalsozialismus, in der ein idealisiertes heroisches Menschenbild von blonden, blauäugigen Deutschen propagiert wurde und abweichende Auffassungen als „entartete Kunst“ diffamiert wurden. Hummels Porträts kleiner, putziger, rundlicher, niedlicher Kinder, die oft eher süßlich-kitschig erscheinen, wurden daher von der nationalsozialistischen Kunstkritik vehement kritisiert und als „wasserköpfige Wichtel und klumpfüßige Dreckspatzen“ bezeichnet. Etwas wohlwollender war die Kritik in katholischen Veröffentlichungen, die eher das „Kindertümliche“ und eine gewisse Schemenhaftigkeit und Routine bemängelte. Beim breiten Publikum war Hummel jedoch stets sehr erfolgreich.
Der Kunsthistoriker Martin Ortmeier kennzeichnete in seiner Festrede zur Eröffnung der Ausstellung „Berta Hummel – Retrospektive zum 100. Geburtstag“ im Museum in Massing am 21. Mai 2009 deren künstlerisches Werk mit dem Oxymoron „früh unvollendet“. Zu ihren populären Werken stellte er fest: „Jedes Kinderbild Berta Hummels ist eine Botschaft von Anarchie und kindlicher Autonomie im Gegensatz zum hierarchischen, auf Drill und blinden Gehorsam zielenden Bildungsideal der Zeit hohler Autorität, die bis weit in die 60er Jahre des 20. Jahrhunderts hineinreichte.“

### Zweiter Weltkrieg, Krankheit und Tod
Im Zweiten Weltkrieg wurden die Ordensschwestern 1940 aus dem Kloster Sießen vertrieben, um Flüchtlingen Platz zu machen; nur eine kleine Zahl durfte in einem kleinen Teil der Gebäude wohnen bleiben. Hummel verbrachte einige Zeit bei ihrer Familie, konnte aber nach rund sechs Wochen wieder in den Konvent zurückkehren. Sie nahm ihre zeichnerische Arbeit wieder auf, und ihre Einkünfte wurden zur finanziellen Hauptstütze des Klosters. 1944 erkrankte Sr. Maria Innocentia an einer Rippenfellentzündung und verbrachte fünf Monate im Sanatorium Wilhelmstift in Isny im Allgäu, bevor sie kurz vor Ende des Kriegs wieder nach Sießen zurückkehrte. Hummel erholte sich nie ganz von ihrer Krankheit und wurde im September 1945 mit Tuberkulose in eine Kinderheilstätte in Wangen im Allgäu eingeliefert. Sie starb am 6. November 1946 im Alter von 37 Jahren im Mutterhaus in Sießen, auf dessen Friedhof wurde sie am 9. November 1946 begraben.

## Hummel-Postkarten
Zahlreiche Zeichnungen von Hummel sind anfangs als schwarz-weiße, eventuell kolorierte Postkartendrucke, später als Farbdrucke im selben Format DIN A6 erschienen. Diese Zeichnungsdrucke haben mitunter eine Zeile handschriftlichen Text zum Motiv, zumindest eine Weihnachtswunschkarte enthält einen großflächigen, gezeichneten Glückwunschtext. Anfänglich waren die Texte teilweise in Sütterlin-Schrift geschrieben, nachdem immer weniger Menschen diese Schrift lesen konnten, wurden andere Schriftbilder verwendet. 
Postkarten von Hummel wurden herausgegeben zumindest von folgenden Verlagen:
- Verlag Josef Müller, München – Kunstkarten (um 1960)
- ArsEdition, München – Kunstkarten (um 1990)
- Emil Fink Verlag, Stuttgart – Kunstkarten (um 1990)

## Signaturen
Signaturen lauten typisch auf „Hummel“ oder „M.I.Hummel“ – mit einem J-förmigen Buchstaben „I“ und einem Überstrich über dem „u“.
Die Schriftart kann als mit Blockbuchstaben abgewandelte Kurrent-Handschrift charakterisiert werden.

## Hummel-Figuren

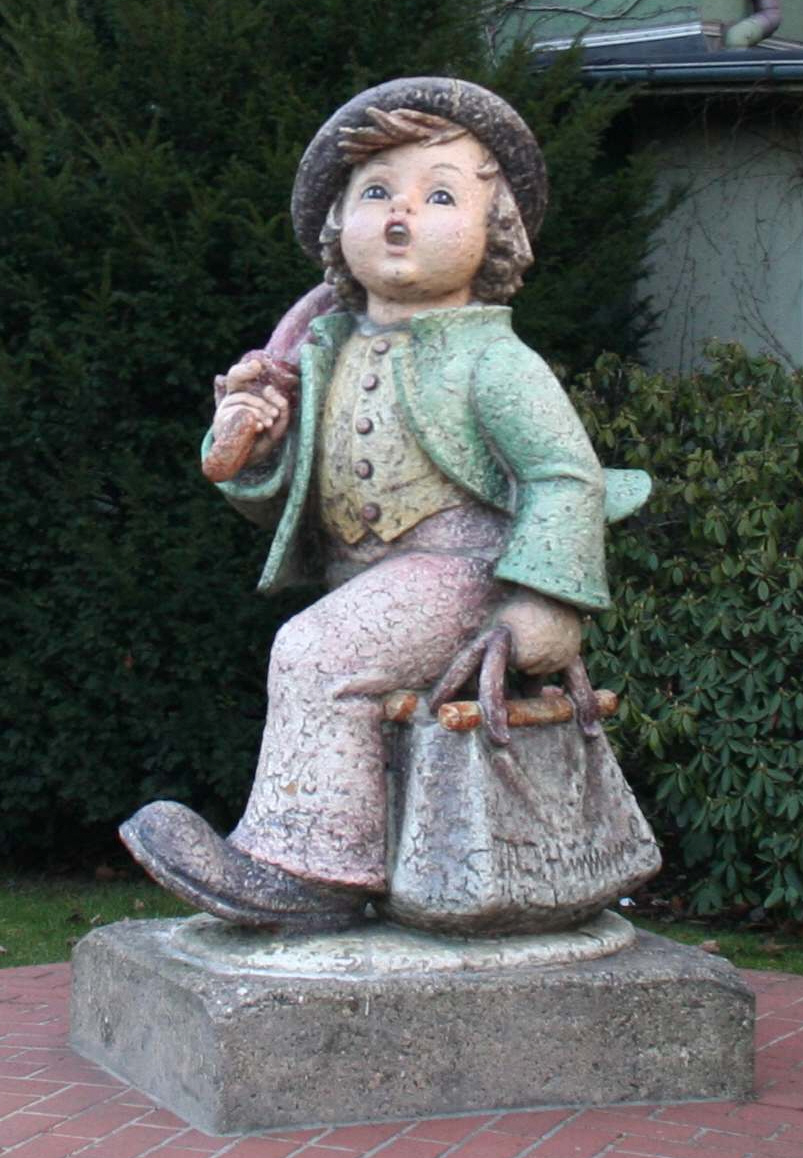
Hummelfigur am Haupteingang der Hummel Manufaktur in Rödental

Nach einem Treffen mit Hummel und der Oberin des Klosters Sießen im Jahre 1934 erhielt Franz Goebel (Mitinhaber der Porzellanfabrik W. Goebel in Rödental) die Lizenz, Hummels Zeichnungen in Figuren umzusetzen. 1935 wurden die ersten farbig glasierten Feinkeramik-Kleinplastiken vorgestellt, die von den bei Goebel tätigen Plastikern Arthur Möller und Reinhold Unger geschaffen wurden.
Im Laufe der Jahre entstanden über 400 verschiedene Figuren. Diese waren von einem Sachverständigengremium des Klosters und der Familie Hummel in Zusammenarbeit mit Modelleuren, Malern und der Goebel-Geschäftsführung auf Übereinstimmung mit Stil und Intention der Künstlerin überprüft. Ein Teil der Erlöse geht immer noch an die Franziskanerinnen von Sießen, die dadurch verschiedene Projekte finanzieren können.
In Deutschland soll jeder zweite Haushalt eine Hummel-Figur besessen haben. Die Figuren fanden auch weltweit eine große Anhängerschaft. Schon auf der Leipziger Frühjahrsmesse 1935 gingen sie zu Tausenden in die Vereinigten Staaten, und nach 1945 brachten US-amerikanische Soldaten Hummel-Figuren als Mitbringsel aus Deutschland nach Hause. Der 1977 gegründete Goebel Collectors’ Club, heute M. I. Hummel Club, hatte in den Vereinigten Staaten über 200.000 Mitglieder (in Europa: ca. 60.000), und die ehemalige amerikanische First Lady Betty Ford besaß eine ansehnliche Sammlung. Beim jährlichen Hummel Festival an wechselnden Orten der Vereinigten Staaten treffen sich etwa 30.000 Sammler; bei Look-Alike-Wettbewerben werden Kinder prämiert, die einer Hummel-Figur ähnlich sehen.
Ende Oktober 2008 wurde die Herstellung der Hummelfiguren bei der Firma Goebel wegen fehlender Wirtschaftlichkeit eingestellt. Im Januar 2009 übernahm Jörg Köster, geschäftsführender Gesellschafter der Höchster Porzellanfabrik, zusammen mit privaten Investoren die Fabrikation der Hummel-Figuren. Unter der Firma Manufaktur Rödental wurden seit dem 9. Februar 2009 Hummel-Figuren im alten angemieteten Produktionsgebäude in Rödental mit 30 Fachkräften wieder hergestellt. 2012 erzielte die Manufaktur einen Umsatz von 5,5 Millionen Euro. Am 22. August 2013 meldete der Geschäftsführer der Manufaktur Rödental GmbH Insolvenz an.
Ab dem 1. November 2013 stand das Unternehmen unter neuer Leitung. Die Geschichte und Tradition der weltweit bekannten Hummel-Figuren wurde weiter in Rödental fortgeführt und von der Hummel Manufaktur GmbH gefertigt. Im September 2017 meldete auch diese Firma Insolvenz an. Am 22. Dezember 2017 wurde bekannt, dass der Kulmbacher Unternehmer Bernd Förtsch die Hummel Manufaktur übernehmen und das Unternehmen nun einem Restrukturierungsprozess unterziehen wolle. Der Fokus sollte zukünftig auf dem Direktvertrieb und einem umfassenden Community-Konzept zur Einbindung der großen Sammlergemeinde liegen. Die Jahresproduktion handgemachter Figuren sollte von 55.000 auf 20.000 zurückgefahren werden und es sollte zudem nichts mehr gefertigt werden, was kleiner ist als zehn Zentimeter oder einen geringeren Preis hat als 100 Euro.

## Sammlungen

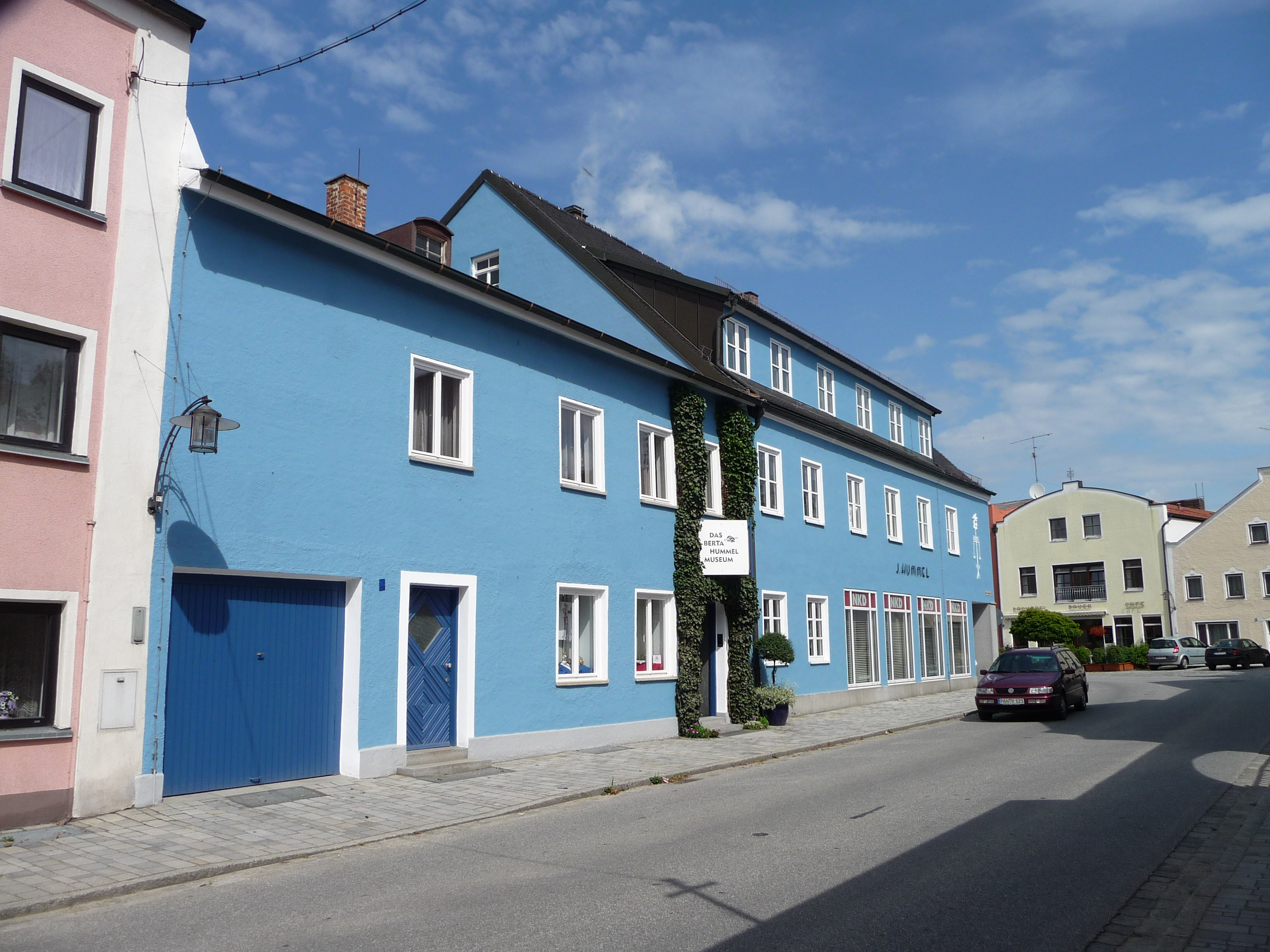
Berta-Hummel-Museum, Massing

- In Hummels Elternhaus in Massing befand sich das Berta-Hummel-Museum im Hummelhaus, das eine Sammlung zu Leben und Werk zeigte. Ziel des Museums war es, dem Publikum die „unbekannte“ Seite Berta Hummels nahezubringen. Neben der umfangreichsten Sammlung an Bildern beherbergte das Museum die weltweit größte Privatsammlung an Hummel-Figuren. Das Museum wurde zum 22. Juli 2019 geschlossen, eine Wiedereröffnung in einem Neubau im Freilichtmuseum Massing ist in Planung.[9]
- Dem Wunsch Alfred Hummels, im Freilichtmuseum Massing erneut die künstlerischen Werke Berta Hummels in den Mittelpunkt zu stellen, wurde auf Empfehlung des Museumsleiters Martin Ortmeier nicht entsprochen. Er wies 2018 im Einvernehmen mit der Landesstelle für die nichtstaatlichen Museen in Bayern darauf hin, dass nur die überregionale und internationale Bedeutung der kunsthandwerklichen Hummel-Figuren ein Engagement der öffentlichen Hand für die Pflege des Werks von Berta Hummel rechtfertigt.[10]
- Eine bedeutende Sammlung von Gemälden und Zeichnungen zeigt der Hummel-Saal im Kloster Sießen.
- In New Braunfels, Texas stellte das Hummel Museum jahrzehntelang über 300 Werke aus. Im Jahr 2000 wurde es umbenannt und diente fortan als Braunfels Museum of Art & Music für Ausstellungen texanischer Kunst. Die Hummel-Bilder wurden vom Eigentümer zurückgezogen und sind seit 2000 nicht mehr zu sehen.

## Ehrungen
Im Münchner Stadtteil Moosach und in Massing wurden Straßen nach Berta Hummel benannt.

## Veröffentlichungen (Auswahl)
- Das Hummel-Buch. Mit Gedichten von Margarete Seemann. Fink Verlag, Stuttgart 1934. 
  - Englische Ausgabe: The Hummel Book. Stuttgart 1950.
- Hui, die Hummel. Mit begleitenden Gedichten. Josef Müller Verlag, München 1939.

### Biographisches
- Manfred Berger: Hummel, (Berta) Sr. Maria Innocentia. In: Biographisch-Bibliographisches Kirchenlexikon (BBKL). Band 20, Bautz, Nordhausen 2002, ISBN 3-88309-091-3, Sp. 791–796 (Artikel/Artikelanfang im Internet-Archive).
- Angelika Koller: Die Hummel. Lebensgeschichte und Werk. Ars-Edition, München ca. 1994, ISBN 3-7607-8292-2.
- Dido Nitz: M. I. Hummel – ich will Freude machen! Eine schicksalhafte Frauenkarriere. Eine Biografie. ArsEdition, München 2009, ISBN 978-3-7607-2964-0 (deutsch und englisch).
- Genoveva Nitz: Berta Hummel (1909–1946). In: Georg Schwaiger (Hrsg.): Lebensbilder aus der Geschichte des Bistums Regensburg. Teil 2. (= Beiträge zur Geschichte des Bistums Regensburg, Band 24). Verlag des Vereins für Regensburger Bistumsgeschichte, Regensburg 1989.
- Gerlinde Runzler-Huth: Hummel, Maria Innocentia. In: Neue Deutsche Biographie (NDB). Band 10, Duncker & Humblot, Berlin 1974, ISBN 3-428-00191-5, S. 56 (Digitalisat).
- Gonsalva Wiegand: Sketch Me, Berta Hummel! Grail Publications, St. Meinrad (Indiana) 1951 (Biographie).

### Kataloge
- Robert E. Dechant u. a.: Die andere Berta Hummel. Unbekannte Werke einer bekannten Künstlerin. Führer zur Ausstellung im Diözesanmuseum Obermünster Regensburg, 1986–1987. 2., veränderte Auflage. Schnell und Steiner, München u. a. 1992, ISBN 3-7954-1032-0.
- Monika Drexler (Konzeption): Lovis Corinth – Berta Hummel – Peter Wittmann, Seelenlandschaften. Katalog zur Ausstellung von März 2008 bis Mai 2009. Hrsg. v. Berta-Hummel-Museum im Hummelhaus, Massing 2008, ISBN 978-3-00-024078-2.
- John F. Hotchkiss: Hummel Art. Wallace-Homeslead, Des Moines (Iowa) 1978, ISBN 0-87069-184-8.
- Alfred Hummel: Letztes Schenken. Ausstellung zum 50. Todestag von Berta/M. I. Hummel. Schnell und Steiner Regensburg 1996, ISBN 3-7954-1102-5.
- Genoveva Nitz: Massing und Berta Hummel. Ausstellung 2000–2001. Schnell und Steiner, Regensburg 2000, ISBN 3-7954-1310-9.
- Genoveva Nitz, M. W. Erler, A. Hummel: Das Berta Hummel Museum im Hummelhaus. Katalog zur Eröffnung des Museums 1994. Massing 1994.
- Birgit Reutemann: Der Kreuzweg. Skizzen von M. Innocentia Hummel. Betrachtungen von M. Birgit Reutemann. Dietrich-Coelde-Verlag, Werl 2000, ISBN 3-87163-251-1.
- Wolfgang Urban (Hrsg.): Berta Hummel [Ill.] – Blumenwelten – Peter Wittmann. [Anlässlich der Ausstellung „Berta Hummel – Blumenwelten – Peter Wittmann“ im Diözesanmuseum Rottenburg vom 3. Juni bis 5. August 2007]. Mit einem Beitrag von Genoveva Nitz (= Veröffentlichung des Diözesanmuseums Rottenburg, Nr. 15). Süddeutsche Verlagsgesellschaft, Ulm [an der Donau] 2007, ISBN 978-3-88294-375-7.
- Berta Hummel. Catalogue raisonné 1927–1931. Student days in Munich. Hrsg. vom Berta-Hummel-Museum im Hummelhaus, Massing. Prestel, München u. a. 2002, ISBN 3-7913-2824-7 (Verzeichnis der Werke der Studienzeit; deutsch und englisch)

### Hummel-Figuren
- Carl F. Luckey, Dean Genth (Bearb.): Luckey’s Hummel Figurines & Plates. Identification and Price Guide. 12. Aufl. Krause Publications, Iola (Wisconsin) 2003, ISBN 0-87349-472-5.
- Robert L. Miller: M. I. Hummel Figurines, Plates, Miniatures & More. 9. Aufl. Reverie Publishing Company, Cumberland (Maryland) 2003, ISBN 0-942620-65-8.
- Wolfgang Schwatlo: M.-I.-Hummel-Sammlerhandbuch. Band 1. Raritäten und Sammlerstücke. Sammlervertrieb Schwatlo, Niedernhausen 1994, ISBN 3-9802668-0-X.
- Wolfgang Schwatlo: M.-I.-Hummel-Sammlerhandbuch. Band 2. Original-Bilder, Kunstkarten, Kalender, Figuren, Teller, Miniaturen und mehr. Sammlervertrieb Schwatlo, Niedernhausen 1996, ISBN 3-9802668-5-0.
- Wilhelm Siemen (Hrsg.): 50 Jahre „M. I. Hummel“-Figuren 1935–1985. Museum der Deutschen Porzellanindustrie Hohenberg/Eger, Hohenberg 1992, ISBN 3-927793-04-3.
- Dieter Struß: M.-I.-Hummel-Figuren. Battenberg, Augsburg 1993, ISBN 3-89441-150-3.